# Helsingfors Aftonblad

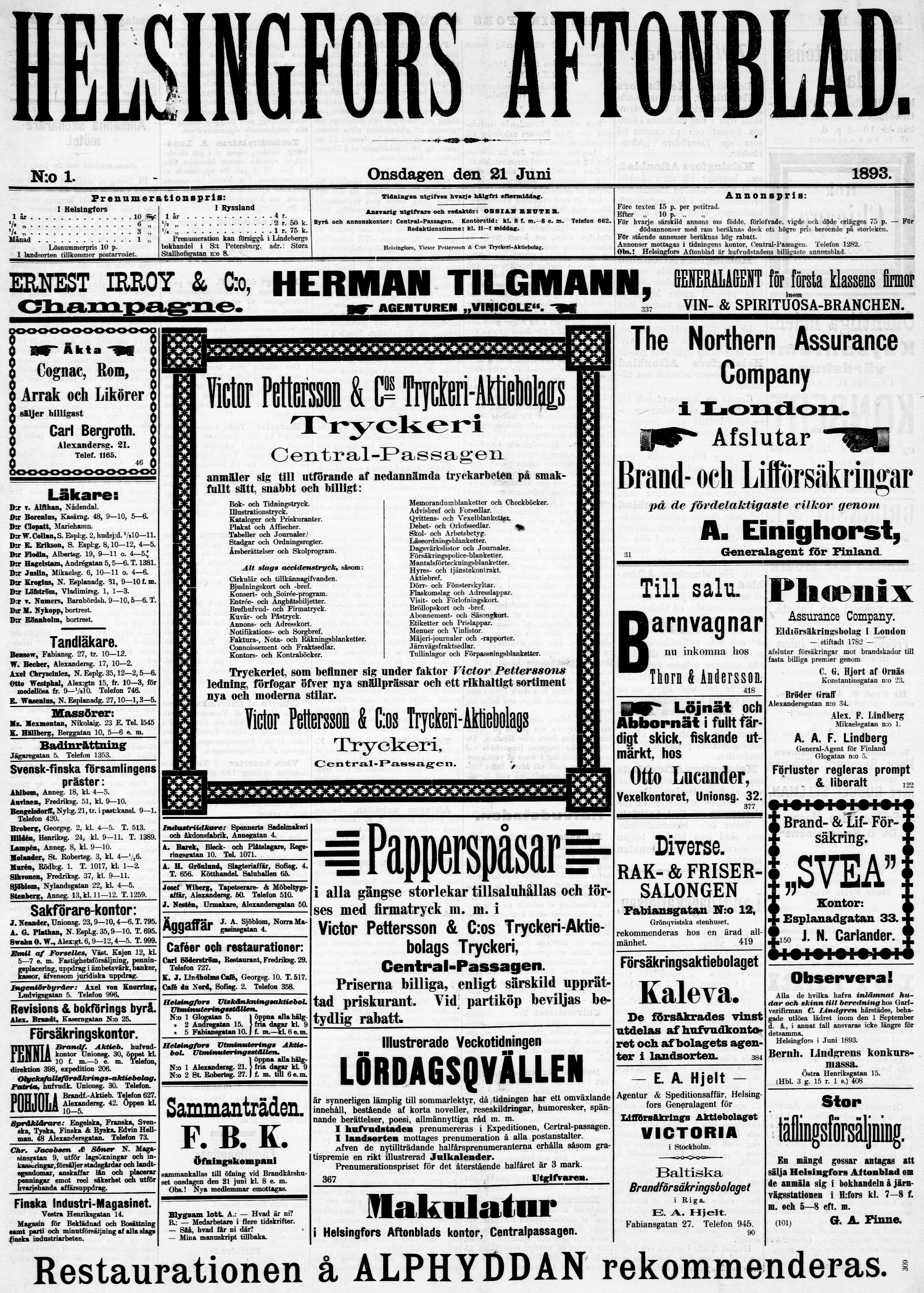
Första numret som utkom 21 juni 1893

Helsingfors Aftonblad var en dagstidning som utgavs i Helsingfors under perioden 21 juni 1893 till 29 mars 1895.